# Ceratorhiza decidua
Ceratorhiza decidua är en svampart som först beskrevs av Davis, och fick sitt nu gällande namn av P. Roberts 1999. Ceratorhiza decidua ingår i släktet Ceratorhiza och familjen Ceratobasidiaceae.   Inga underarter finns listade i Catalogue of Life.